# Beata Zawadzka
Beata Zawadzka (* 26. Juni 1986 in Warschau als Beata Kądziołka) ist eine polnische Schachspielerin.

## Leben

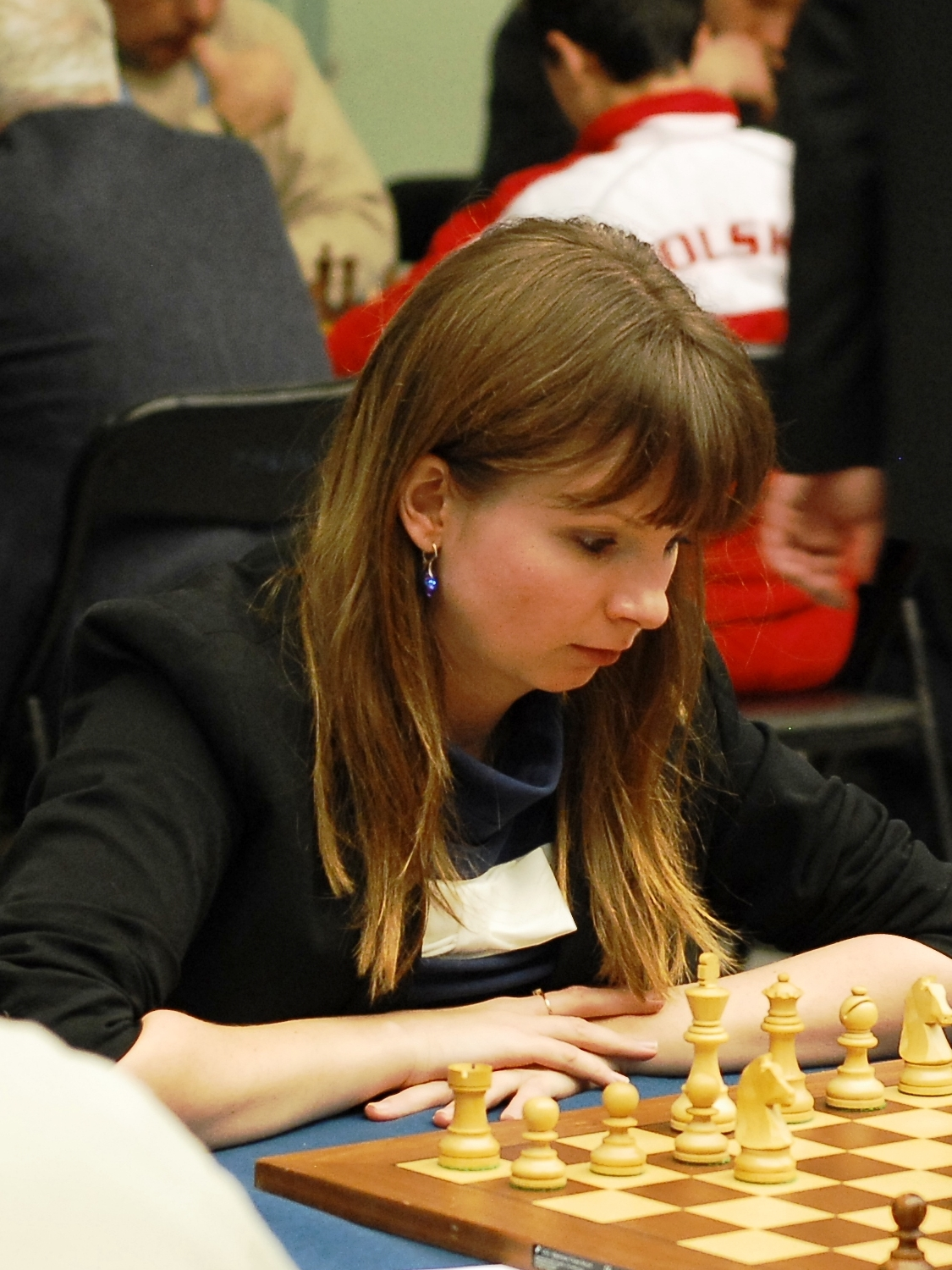
Beata Kądziołka 2012 bei der Europameisterschaft im Schnellschach in Warschau

Bei der polnischen U14-Meisterschaft der weiblichen Jugend im Jahre 2000 in Biała, Powiat Piotrkowski wurde sie Dritte. In den Jahren 1998 und 2000 wurde sie Zweite bei den polnischen Juniorenmeisterschaften im Blitzschach. 2001 wurde sie Dritte bei der U16-Meisterschaft in Zakopane, die sie 2002 in Bartkowa, Powiat Nowosądecki gewinnen konnte. Im Jahre 2002 erreichte sie des Weiteren bei der U16-Europameisterschaft der Juniorinnen, der polnischen Frauenmeisterschaft im Blitzschach in Rybnik und der polnischen Fraueneinzelmeisterschaft in Ostrów Wielkopolski den dritten Platz. 2003 nahm sie für die U18-Nationalmannschaft der weiblichen Jugend an der Mannschaftseuropameisterschaft im ungarischen Balatonlelle teil und wurde Zweite bei der polnischen U20-Meisterschaft in Jarnołtówek bei Głuchołazy. Bei der polnischen Fraueneinzelmeisterschaft 2003 in Środa Wielkopolska und 2004 in Warschau wurde sie Dritte. Ihren zweiten Platz bei der polnischen U20-Meisterschaft konnte sie 2004 in Środa Wielkopolska wiederholen. Bei der U20-Weltmeisterschaft der Frauen 2005 in Istanbul erreichte sie den dritten Platz. 2010 gewann sie beim Najdorf-Gedenkturnier (Mieczsława Najdorfa) in Warschau die Frauenwertung vor Monika Soćko.
Den Titel Internationaler Meister der Frauen (WIM) erhielt sie im Jahre 2002. Seit 2006 ist sie Großmeister der Frauen (WGM). Die Normen für ihren WGM-Titel erzielte sie bei der polnischen Fraueneinzelmeisterschaft 2004, dem 12. Internationalen Lasker-Memorial 2004 in Barlinek und der U20-Weltmeisterschaft der Mädchen 2005. Bei der Offenen Internationalen Bayerischen Meisterschaft 2007 in Bad Wiessee erzielte sie eine IM-Norm.
Zawadzka ist verheiratet mit Stanisław Zawadzki, der den Titel eines Internationalen Meisters trägt, Jolanta Zawadzka, die den WGM-Titel trägt, ist ihre Schwägerin.

## Nationalmannschaft
Mit der polnischen Frauenmannschaft nahm Zawadzka an den Schacholympiaden 2002 in Bled (bei der die Mannschaft den dritten Platz erreichte) und 2010 in Chanty-Mansijsk jeweils als Reservespielerin teil. Bei der Mannschaftseuropameisterschaft 2013 in Warschau spielte sie am zweiten Brett der dritten polnischen Frauenmannschaft.

## Vereine
In der deutschen Frauenbundesliga spielte Zawadzka von der Saison 2006/07 bis zur Saison 2010/11 für den Hamburger SK. In Polen gewann sie mit Polonia Warschau 2006 in Ustroń die polnische Mannschaftsmeisterschaft. 2004 hatte sie noch für die zweite Mannschaft von Polonia Warschau gespielt, 2007 spielte sie erneut in der ersten Mannschaft von Polonia Warschau. 2010 bis 2012 und erneut 2016 besetzte sie das Frauenbrett bei KSz Stilon Gorzów Wielkopolski, mit dem sie auch 2009 bis 2011 an der polnischen Mannschaftsmeisterschaft der Frauen teilnahm. Diese hatte sie mit PREFROW MKSz Rybnik 2008 in Breslau gewonnen.